# 28.º distrito electoral de Chile
El vigesimoctavo distrito electoral de Chile es un distrito electoral ubicado en la Región de Magallanes y de la Antártica Chilena que elige tres diputados para la Cámara de Diputados de Chile. Está compuesto por la totalidad de la región. Según el censo de 2017, posee 166 533 habitantes.

## Composición
| Comuna           | Población (2017) |
| ---------------- | ---------------- |
| Natales          | 21 477           |
| Torres del Paine | 1 209            |
| Río Verde        | 617              |
| San Gregorio     | 799              |
| Punta Arenas     | 131 592          |
| Laguna Blanca    | 274              |
| Porvenir         | 6 801            |
| Primavera        | 1 158            |
| Timaukel         | 405              |
| Cabo de Hornos   | 2 063            |
| Antártica        | 138              |

## Representación
| 1 | 1 | 1 |

| 1 | 1 | 1 |

### Diputados
| Pactos y partidos políticos                                                                      |
| ------------------------------------------------------------------------------------------------ |
| Chile Vamos La Fuerza de la Mayoría Frente Amplio Chile Podemos + Independiente Apruebo Dignidad |

| Periodo | Diputado | Diputado                  | Diputado | Diputado | Diputado                | Diputado | Diputado | Diputado                 | Diputado | Mandato                                 |
| ------- | -------- | ------------------------- | -------- | -------- | ----------------------- | -------- | -------- | ------------------------ | -------- | --------------------------------------- |
| LV      |          | Sandra Amar Mancilla      |          |          | Karim Bianchi Retamales |          |          | Gabriel Boric Font       |          | 11 de marzo de 2018-11 de marzo de 2022 |
| LVI     |          | Christian Matheson Villán |          |          | Carlos Bianchi Chelech  |          |          | Javiera Morales Alvarado |          | 11 de marzo de 2022-En el cargo         |